# جیمز فینی باکستر
جیمز فینی باکستر (James Phinney Baxter) (زادهٔ ۲۳ مارس ۱۸۳۱ ـ درگذشتهٔ ۸ مه ۱۹۲۱)، سیاستمدار، بازرگان، مورخ، رهبر جنبش مدنی و نیکوکار آمریکایی ساکن پورتلند، ایالت مِین بود. او سال‌های ۱۸۹۳ و ۱۹۰۵ به مدت شش دورهٔ یک ساله به‌عنوان شهردار پورتلند برگزیده شد.
کتابخانهٔ شخصی او که حاوی بیش از ۱۰۰ کتاب جلد چرمی از نقشه، پرتره، حکاکی و نامهٔ شخصی است، برای بازدید در کتابخانهٔ عمومی پورتلند موجود است.

## زندگی‌نامه
جیمز فینی باکستر، پسر داکتر الیهو باکستر و سارا کان باکستر بود. او در ۲۳ مارس ۱۸۳۱ در گورهام، ایالت مِین (در مکانی که امروزه خانهٔ باکستر نامیده می‌شود) چشم به جهان گشود، اما از سال ۱۸۴۰ به پورتلند نقل‌مکان کرد. باکستر تا سال ۱۸۴۴ در مدرسهٔ استاد جکسون و سپس تا سال ۱۸۴۸ در آکادمی لین به تحصیل پرداخت. او در دفاتر حقوقی روفس چوت در بوستون شروع به فعالیت کرد، اما به‌دلیل ابتلا به بیماری ناچار به بازگشت به پورتلند شد. باکستر در پورتلند در صنف واردات کالاهای خشک با ویلیام جی. دیویس فعالیت کرد و پیشگام کسب‌وکار کنسروسازی و بسته‌بندی (شرکت بسته‌بندی پورتلند) شد که برای اقتصاد این ایالت جایگاهی درخور و شایسته داشت.
باکستر از ثروت به دست آمده از کسب‌وکار موفق خود، در راستای اهداف بشردوستانهٔ بسیاری بهره برد. او به‌ویژه در مورد پشتیبانی از تلاش‌های آموزشی شور و شوق داشت و یک کتابخانهٔ عمومی (کتابخانهٔ یادبود باکستر) را به زادگاهش گورام و یک کتابخانه به شهر محل زندگی‌اش، پورتلند اهدا کرد.
باکستر به‌مدت شش سال شهردار پورتلند بود و برای اولین‌بار ایدهٔ ساخت بلوار باکستر را مطرح کرد. این مسیر پردارودرخت که لبهٔ بک کوو را احاطه کرده‌است، بیشتر برای ورزش و تفریح استفاده می‌شود. همچنین از او به‌عنوان یک مرجع در تاریخ نیوانگلند یاد می‌شد و در میان علاقه‌مندی‌های دیگرش، به‌مدت سی سال رئیس انجمن تاریخ مِین و ناظر کالج بودین بود و با بسیاری از سازمان‌های دیگر که منافع تاریخ نیوانگلند را پیش می‌بردند، در ارتباط بود. یکی از بزرگ‌ترین دستاوردهای ادبی و تاریخی وی، ویرایش بیست جلد از بیست‌وچهار جلد کتاب تاریخ مستند مِین بود.
باکستر همچنین چندین سال را صرف پرده‌برداشتن از جزئیات اسکان خانوادهٔ سروان کریستوفر لِوِت در پورتلند در ۱۶۲۴–۱۶۲۳ کرد. تاریخچهٔ زندگی لوت که ناخدا و کاوشگری انگلیسی بود و جزئیات مستعمره‌ای که او سعی در ایجاد آن داشت تا حد زیادی فراموش شده بود تا این‌که بورس تحصیلی باکستر آن را دوباره بر سر زبان‌ها انداخت. باکستر بعدها کتابی در مورد لوت منتشر نمود که برگرفته از متن اثر قبلی خود لوت بود که در سال ۱۶۲۸ در لندن منتشر شده بود.

## زندگی شخصی
باکستر در سال ۱۹۲۱ در ۹۰ سالگی دیده از جهان فروبست و یک کشیش پروتستان مراسم تشییع جنازه‌اش را برگزار کرد، درحالی‌که او به کلیسای سوئدبورگ نیز وابستگی‌هایی داشت. باکستر در آرامگاه اِوِرگرین به خاک سپرده شده و بنای یادبود عظیمی از او و خانواده‌اش در مزارش قرار گرفته‌است.
پسرش، پرسیوال پروکتور باکستر، فرماندار مِین (۱۹۲۱تا ۱۹۲۴) در سال ۱۹۲۱زندگی‌نامهٔ کوتاهی از پدرش، جیمز فینی باکستر، مورخ نوشت و کتاب را با این جمله به پایان برد که «پدر من به بشریت ایمان داشت، به آیندهٔ آمریکا ایمان داشت، به خدا ایمان داشت و به جهان آخرت ایمان داشت».

## نسل
فرزندان جیمز فینی باکستر عبارت از:
- پرسیوال پروکتور باکستر، فرماندار مِین
- جیمز فینی باکستر سوم، رئیس کالج ویلیامز